# Weimarer Stadthaus

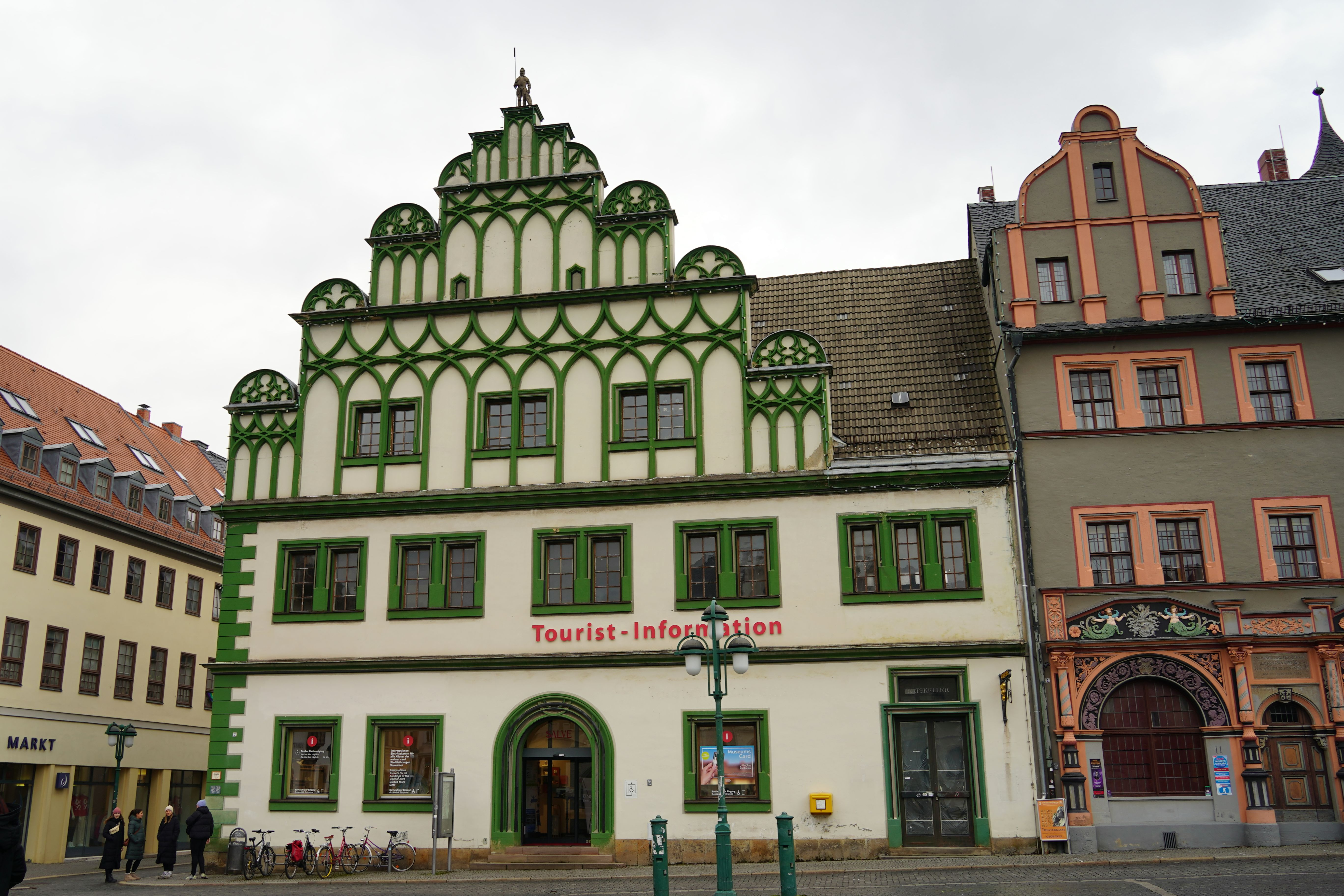
Weimarer Stadthaus

Das Stadthaus in Weimar ist ein grün-weißer Renaissance-Bau aus dem 15. Jahrhundert an der Ostseite des Marktplatzes (Eckgebäude zum Grünen Markt).
Das Gebäude wurde im Jahre 1432 von Landgraf Friedrich dem Einfältigen der Stadt überlassen und blieb seitdem stets in städtischer Hand. Damals war es ein Bürgerhaus mit einer Schankstube im Keller. In den Jahren 1526 bis 1547 wurde es als Rats- und Handelshaus genutzt. Im Giebelfeld befand sich von 1540 bis 1812 der Matz von Weimar. Im Erdgeschoss befanden sich Verkaufsstände von Bäckern, Fleischern und Schuhmachern. Zur Goethezeit wurde es zum „Stadthaus“ umfunktioniert und es fanden hier Maskenbälle, Konzerte und Vorträge statt. Hier waren bedeutende Männer wie Franz Liszt, Hoffmann von Fallersleben, Hector Berlioz oder Ernst Rietschel zu Gast.
An den Fenstern und Wänden des Renaissance-Giebels ist ein geschlossenes Maßwerk aus dekorativen Steinmetzarbeiten (geometrische Muster) erkennbar. Im Zweiten Weltkrieg wurde es durch einen Bombenangriff am 9. Februar 1945 völlig zerstört, die Ruine 1956 abgetragen. Beim Wiederaufbau 1968–1971 wurde die historische Fassade wiederhergestellt, das Innere aber modern ausgebaut. 
Heute sind in dem Gebäude ein Restaurant (der „Ratskeller“), eine Touristeninformation, ein Reisebüro sowie mehrere Wohnungen untergebracht. 
Durch den Gang unter dem Markt in Weimar ist das Weimarer Stadthaus mit dem Rathaus verbunden. Der unterirdischer Gang ist vom Ratskeller aus einzusehen.